# Stenopterygia
Stenopterygia is een geslacht van vlinders van de familie Uilen (Noctuidae).

## Soorten
- S. commixta Warren, 1912
- S. firmivena Prout A. E., 1927
- S. gabonensis Laporte, 1974
- S. hemiphaea Hampson, 1911
- S. kebeae Bethune-Baker, 1906
- S. monostigma (Saalmüller, 1891)
- S. nausoriensis Robinson, 1975
- S. rufitincta Hampson, 1918
- S. subcurva (Walker, 1857)
- S. tenebrosa Hampson, 1908